# Тулуб, Павел Александрович
Павел Александрович Тулуб (1862—1923) — поэт, юрист.

## Биография
Из дворян. Отец, Александр Данилович (1824—1872) ― педагог, общественный деятель, публицист; участник Кирилло-Мефодиевского братства, корреспондент «Колокола» (где печатался под псевдонимами), автор «Истории русской литературы от начала летописи до 1860—х гг.» (1858; не опубликована), очерка истории местечка Златополь Киевской губернии (1850). Мать, Мария Васильевна (урождённая Домбровская; (1845—1900), дочь полковника.
После смерти отца Тулуб, повзрослев, кормил семью (мать с пятью маленькими детьми), давая частные уроки. По окончании Херсонской гимназии (1882) поступил на юридический факультет Императорского университета Святого Владимира. В том же году дебютировал в столичной печати в газете «Неделя». Сочинял куплеты для А. Э. Блюменталь-Тамарина. Часть стихов этого периода продал А. М. Когену (сын совладельца табачной фабрики), который напечатал их под своим именем.
После окончания университета (1887) — помощник секретаря Киевской судебной палаты, с 1895 года мировой судья в Брацлавском уезде Подольской губернии, с 1898 года ― член Таганрогского окружного суда, с 1904 года — Киевского окружного суда. Его статьи на юридические темы печатались В «Журнале Министерства юстиции» (в том числе «Из заметок и наблюдений мирового судьи» — 1897), «Праве», «Вестнике права»; в «Историческом вестнике» опубликован очерк «Суеверие и преступление (Из воспоминаний мирового судьи)» (1901). Эти работы объединены мыслью о необходимости судебной реформы. Считая должность мирового судьи незначительной, скромной, Тулуб вместе с тем подчеркивал важность деятельности всего механизма мирового суда. Он регулярно выступал с докладами в юридическом обществе при Киевском университете (1912—1914).
Как поэт Тулуб рано встретил участие и дружеское ободрение А. В. Круглова, который посвятил ему стихотворение «Песня» (1878). В 1885 году познакомился с С. Я. Надсоном; послав ему три своих стихотворения, получил приглашение в имение Носковцы Подольской губернии, где в то время находился поэт, и пробыл там около месяца.
Стихи, публицистика и прозаические опыты Тулуба печатались в газетах «Донская речь», «Жизнь и искусство», «Педагогический листок», «Киевские отклики», «Приазовский край», «Таганрогский вестник», «Южный край», «Одесский листок». В 1900 году издан его единственный поэтический сборник
«Среди природы», куда вошла преимущественно пейзажная лирика, проникнутая чувством гармонии и умиротворения. По мнению А. В. Круглова, Тулуб описывал природу «как никто из современных поэтов».
Ещё во время учебы в университете Тулуб участвовал в студенческих сходках и демонстрациях. В 1897 году вместе с другими представителями интеллигенции основал Всеукраинскую беспартийную демократическую организацию, ставившую целью придать украинскому движению в Российской империи организованный характер. В начале XX в. усиливается политическое звучание его стихов (печатались под псевдонимами М. Вершинин, П. Александрович, Булатов и др.). В 1914 году Тулуб сотрудничал в газете «Киевская мысль», где познакомился с М. Горьким. В «Вестнике Европы» (1904—1908) печатались переводы Тулуба из Т. Г. Шевченко. Тулуб переводил на украинский стихи И. А. Белоусова. Член Киевского литературно-артистического общества.
Жена Тулуба (с 1890), Елизавета Васильевна (урождённая Королько; 1866—1932), выпускница факультета иностранных языков Харьковского университета, автор нескольких рассказов ; печатала рассказы для детей в журналах «Детское чтение», «Путеводный огонёк», «Светлячок», переводила новеллы А. Доде, К. Мендеса, Ги де Мопассана. Дочь ― писательница и переводчица З. П. Тулуб. Брат Тулуба — Александр (1866—1939), юрист и историк, выпускник юридического факультета Университета святого Владимира (1895). С 1919 — сотрудник Украинской АН. Автор работ по истории украинской культуры и общественной жизни XIX в., словаря псевдонимов (1928), рассказов и научо-популярных сочинений для народа (на укр. языке).
Похоронен на Лукьяновском кладбище.